# Namer
Il Namer (in ebraico: נמ"ר) è un veicolo trasporto truppe prodotto in Israele per l'IDF utilizzando lo scafo del Merkava Mark IV. Il Namer è stato sviluppato per le forze armate israeliane ed è entrato in servizio nel 2008 con il corpo corazzato israeliano.

## Sviluppo

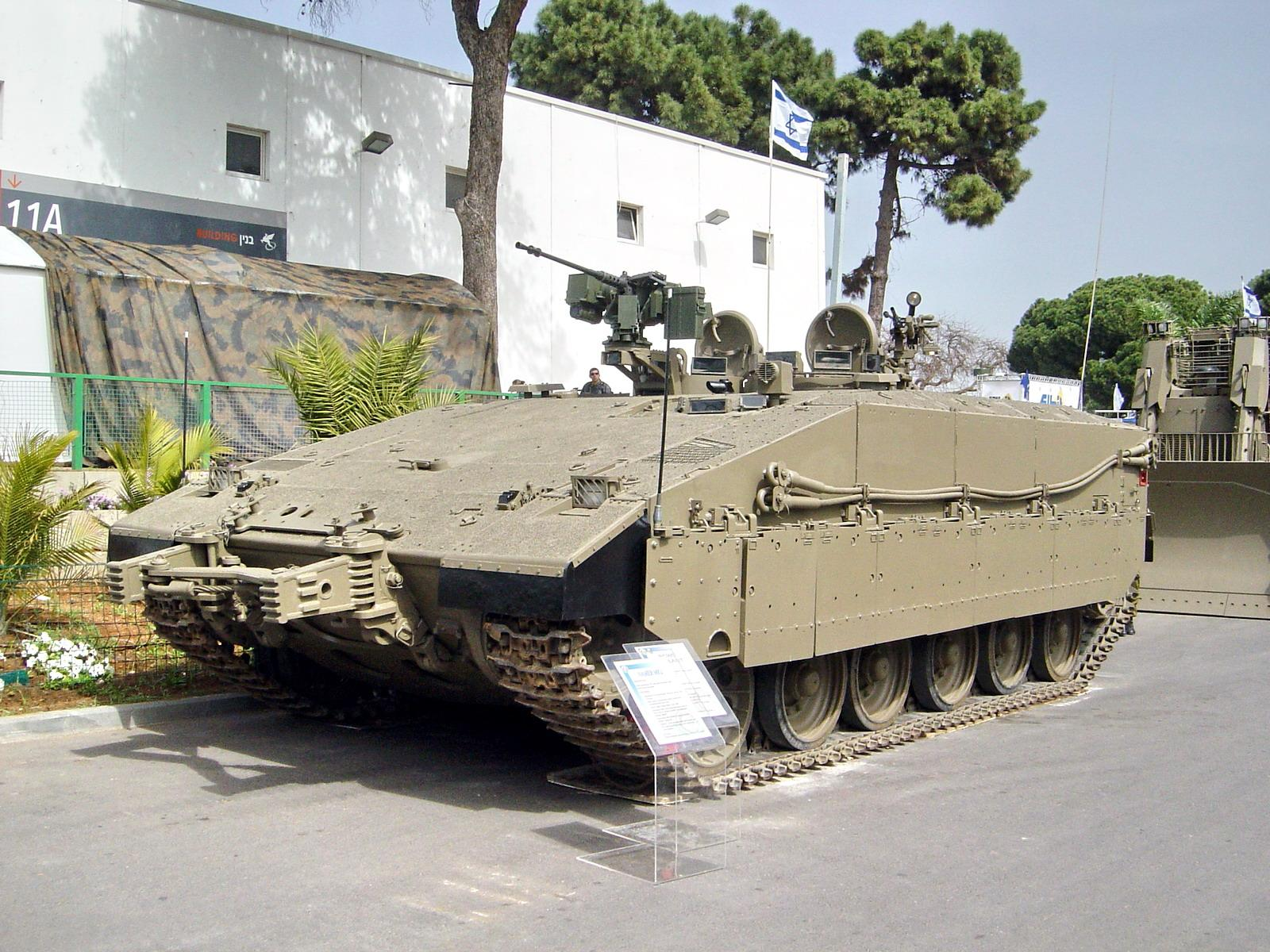
Prototipo del Namer ricavato sfruttando lo scafo di un Merkava Mark I

In seguito all'esperienza accumulata nel corso degli anni nel convertire carri Centurion e T-55 in veicoli per il trasporto di truppe e in veicoli adatti per il genio militare, quali i carri Puma in dotazione al genio militare israeliano, apparve evidente ai vertici delle forze armate israeliane che anche i carri Merkava Mk1 prossimi al ritiro potessero essere convertiti in veicoli adatti a trasportare la fanteria. Lo sviluppo di questa nuova generazione di veicoli corazzati iniziò di conseguenza nei primi anni novanta. Ciò nonostante il progresso nello sviluppo di queste nuove unità specialmente nella prima metà degli anni novanta fu limitato principalmente in seguito alla scarsità di fondi a disposizione. In seguito agli scontri tra l'IDF e diverse fazioni palestinesi a partire dal 2004, che rilevarono l'inadeguatezza dei M113 e della loro scarsa protezione, lo sviluppo del Namer apparve nuovamente urgente e il progetto inizialmente quasi accantonato tornò al centro dell'attenzione dei vertici militari. Nonostante fosse stata valutata la possibilità di acquistare veicoli di produzione estera quale lo Stryker, si preferì l'acquisto di produzione nazionale.
I primi prototipi furono quindi realizzati a partire dal 2004 utilizzando gli scafi del Merkava Mk1 e furono forniti alla 84ª Brigata di fanteria "Givati" a partire dal 15 febbraio 2005 per essere valutati. Nel 2006 i prototipi furono quindi presentati al pubblico. Nonostante il veicolo non fosse stato impiegato nel conflitto in Libano nel corso del 2006, le perdite subite dalle forze armate israeliane confermarono nuovamente la necessità dell'introduzione di un nuovo veicolo corazzato protetto. Di seguito nel corso del 2007 fu riportato che i primi 15 veicoli sarebbero stati forniti a partire dal 2008 e che complessivamente sarebbero state acquistate oltre 100 unità. Allo stesso tempo fu anche confermato che tutti i veicoli sarebbero stati ricavati da scafi di nuova costruzione del Merkava MkIV mentre non si sarebbero riconvertiti i carri Merkava delle prime generazioni. Nel marzo del 2008 fu quindi presentato al pubblico il primo Namer ad entrare in servizio con le forze armate israeliane. Sempre nel corso del 2008 fu anche riportato che il Namer fu assemblato con parti provenienti dagli Stati Uniti, contrariamente a quanto si era affermato in precedenza che questi veicoli corazzati sarebbero stati costruiti esclusivamente in Israele.

## Operatori
Israele: 111 unità previste e ulteriori 276 in opzione